# Copa de Corea del Sur 2023
La Copa de Corea del Sur 2023, llamada por razones de patrocinio como «Hana Bank FA Cup 2023», fue la 28.ª edición de esta competición anual de la Copa de Corea del Sur. Para esta edición, los ocho mejores equipos de la K5 League obtuvieron la clasificación al torneo. Se utilizó el árbitro asistente de video (VAR) en las semifinales y final.
Jeonbuk Hyundai Motors partió como el campeón defensor.

## Calendario
| Etapa            | Fechas                | Partidos | Número de equipos participantes | Clubes entrantes en esta ronda                                                                               |
| ---------------- | --------------------- | -------- | ------------------------------- | --- |
| Primera ronda    | 4–5 de marzo          | 14       | 28 → 14                         | - 10 equipos de la K3 League 2022 - 10 equipos de la K4 League 2022 - Mejores 8 equipos de la K5 League 2022 |
| Segunda ronda    | 30 de marzo           | 16       | 14+18 → 16                      | - 13 equipos de la K League 2 2022 - 5 equipos de la K3 League 2022                                          |
| Tercera ronda    | 12 de abril-2 de mayo | 12       | 16+8 → 12                       | - 8 equipos de la K League 1 2023                                                                            |
| Cuarta ronda     | 24 de mayo            | 8        | 12+4 → 8                        | - 4 equipos participantes en la Liga de Campeones de la AFC                                                  |
| Cuartos de final | 28 de junio           | 4        | 8 → 4                           | |
| Semifinales      | 1 de noviembre        | 2        | 4 → 2                           | |
| Final            | 4 de noviembre        | 2        | 2 → 1                           | |

## Primera ronda
El sorteo se realizó el 20 de febrero de 2023. Los partidos se jugaron el 4 y 5 de marzo de 2023.
| Equipo 1                | Resultado    | Equipo 2           |
| ----------------------- | ------------ | ------------------ |
| Gangneung Citizen       | 6–0          | Mokpo Gatdangdae   |
| Sejong Ugil             | 1–5          | Jinju Citizen      |
| Ulsan Citizen           | 1–1 (4–5 p.) | Hwaseong           |
| Seoul TNT               | 1–2          | Yangju Citizen     |
| Daejeon Seobu (Western) | 0–6          | Jeonju Citizen     |
| Chungju                 | 1–2          | Mokpo              |
| Incheon Ganseok         | 0–7          | Pyeongtaek Citizen |
| Geoje Citizen           | 2–0          | Yangpyeong         |
| Daejeon KORAIL          | 1–0          | Seoul Nowon United |
| Gimhae City Hall        | 1–2 (t. s.)  | Pyeongchang United |
| Yeoju                   | 4–3          | Pocheon Citizen    |
| Seoul Junglang          | 9–0          | Cheongju Showking  |
| Gyeongnam Gimhae Jaemix | 0–6          | Chuncheon Citizen  |
| Gwangju Seo-gu Hwajeong | 0–2          | Dangjin Citizen    |

## Segunda ronda
El sorteo se realizó el 20 de febrero de 2023. Los partidos se jugaron el 29 y 30 de marzo de 2023.
| Equipo 1             | Resultado    | Equipo 2           |
| -------------------- | ------------ | ------------------ |
| Gangneung Citizen    | 1–2          | Gyeongnam          |
| Jinju Citizen        | 1–2          | Siheung Citizen    |
| Hwaseong             | 2–3          | Ansan Greeners     |
| Cheonan City         | 3–2          | Yangju Citizen     |
| Chungnam Asan        | 2–0          | Jeonju Citizen     |
| Jeonnam Dragons      | 1–0          | Mokpo              |
| Changwon City Hall   | 2–1          | Pyeongtaek Citizen |
| Gyeongju KHNP        | 1–1 (4–5 p.) | Geoje Citizen      |
| Daejeon KORAIL       | 1–2          | Gimcheon Sangmu    |
| Seongnam             | 1–0          | Pyeongchang United |
| Yeoju                | 2–4 (t. s.)  | Gimpo              |
| Chungbuk Cheongju    | 3–0          | Seoul Junglang     |
| Chuncheon Citizen    | 1–2          | Paju Citizen       |
| Busan Transportation | 0–2          | Dangjin Citizen    |
| Seoul E-Land         | 6–0          | Bucheon 1995       |
| Anyang               | 1–4          | Busan IPark        |

## Tercera ronda
El sorteo se realizó el 20 de febrero de 2023. Los partidos se jugaron entre el 12 de abril y 2 de mayo de 2023.
| Equipo 1             | Resultado    | Equipo 2                |
| -------------------- | ------------ | ----------------------- |
| Gyeongnam            | 2–0          | Siheung Citizen         |
| Ansan Greeners       | 1–3          | Suwon Samsung Bluewings |
| Daegu                | 2–1 (t. s.)  | Cheonan City            |
| Chungnam Asan        | 2–3          | Jeonnam Dragons         |
| Changwon City Hall   | 1–2          | Jeju United             |
| Daejeon Hana Citizen | 4–1          | Geoje Citizen           |
| Gimcheon Sangmu      | 1–1 (3–4 p.) | Seongnam                |
| Gimpo                | 1–1 (4–2 p.) | Seoul                   |
| Gangwon              | 1–1 (7–6 p.) | Chungbuk Cheongju       |
| Paju Citizen         | 2–1          | Dangjin Citizen         |
| Seoul E-Land         | 2–1          | Suwon                   |
| Gwangju              | 2–1          | Busan IPark             |

## Cuarta ronda
Los partidos se jugaron el 24 de mayo de 2023.
| Equipo 1                | Resultado   | Equipo 2             |
| ----------------------- | ----------- | -------------------- |
| Incheon United          | 3–0         | Gyeongnam            |
| Suwon Samsung Bluewings | 1–0         | Daegu                |
| Jeonnam Dragons         | 1–2 (t. s.) | Ulsan Hyundai        |
| Jeju United             | 4–3         | Daejeon Hana Citizen |
| Seongnam                | 0–3         | Pohang Steelers      |
| Gimpo                   | 2–3         | Gangwon              |
| Jeonbuk Hyundai Motors  | 5–2 (t. s.) | Paju Citizen         |
| Seoul E-Land            | 0–1         | Gwangju              |

## Fase final

### Cuadro de desarrollo
|  | Cuartos de final        | Cuartos de final        | Cuartos de final       |                        |                        | Semifinales            | Semifinales    | Semifinales    |  |                 | Final           | Final          | Final          |  |
|  | 28 de junio             | 28 de junio             | 28 de junio            |                        |                        | 1 de noviembre         | 1 de noviembre | 1 de noviembre |  |                 | 4 de noviembre  | 4 de noviembre | 4 de noviembre |  |
|  |                         |                         |                        |                        |                        |                        |                |                |  |                 |                 |                |                |  |
|  |                         |                         |                        |                        |                        |                        |                |                |  |                 |                 |                |                |  |
|  | Ulsan Hyundai           | Ulsan Hyundai           | 1 (5)                  |                        |                        |                        |                |                |  |                 |                 |                |                |  |
|  | Ulsan Hyundai           | Ulsan Hyundai           | 1 (5)                  |                        |                        |                        |                |                |  |                 |                 |                |                |  |
|  | Jeju United             | Jeju United             | 1 (6)                  |                        |                        |                        |                |                |  |                 |                 |                |                |  |
|  | Jeju United             | Jeju United             | 1 (6)                  |                        | Jeju United            | Jeju United            | 1 (3)          |                |  |                 |                 |                |                |  |
|  |                         |                         |                        |                        | Jeju United            | Jeju United            | 1 (3)          |                |  |                 |                 |                |                |  |
|  |                         |                         | Pohang Steelers        | Pohang Steelers        | 1 (4)                  |                        |                |                |  |                 |                 |                |                |  |
|  | Pohang Steelers         | Pohang Steelers         | Pohang Steelers        | Pohang Steelers        | 1 (4)                  | 2                      |                |                |  |                 |                 |                |                |  |
|  | Pohang Steelers         | Pohang Steelers         |                        |                        |                        |                        |                |                |  |                 |                 |                |                |  |
|  | Gangwon                 | Gangwon                 | 1                      |                        |                        |                        |                |                |  |                 |                 |                |                |  |
|  | Gangwon                 | Gangwon                 | 1                      |                        |                        |                        |                |                |  | Pohang Steelers | Pohang Steelers | 4              |                |  |
|  |                         |                         |                        |                        |                        |                        |                |                |  | Pohang Steelers | Pohang Steelers | 4              |                |  |
|  |                         |                         | Jeonbuk Hyundai Motors | Jeonbuk Hyundai Motors | 2                      |                        |                |                |  |                 |                 |                |                |  |
|  | Jeonbuk Hyundai Motors  | Jeonbuk Hyundai Motors  | Jeonbuk Hyundai Motors | Jeonbuk Hyundai Motors | 2                      | 4                      |                |                |  |                 |                 |                |                |  |
|  | Jeonbuk Hyundai Motors  | Jeonbuk Hyundai Motors  |                        |                        |                        |                        |                |                |  |                 |                 |                |                |  |
|  | Gwangju                 | Gwangju                 | 0                      |                        |                        |                        |                |                |  |                 |                 |                |                |  |
|  | Gwangju                 | Gwangju                 | 0                      |                        | Jeonbuk Hyundai Motors | Jeonbuk Hyundai Motors | 3              |                |  |                 |                 |                |                |  |
|  |                         |                         |                        |                        | Jeonbuk Hyundai Motors | Jeonbuk Hyundai Motors | 3              |                |  |                 |                 |                |                |  |
|  |                         |                         | Incheon United         | Incheon United         | 1                      |                        |                |                |  |                 |                 |                |                |  |
|  | Incheon United          | Incheon United          | Incheon United         | Incheon United         | 1                      | 3                      |                |                |  |                 |                 |                |                |  |
|  | Incheon United          | Incheon United          |                        |                        |                        |                        |                |                |  |                 |                 |                |                |  |
|  | Suwon Samsung Bluewings | Suwon Samsung Bluewings | 2                      |                        |                        |                        |                |                |  |                 |                 |                |                |  |
|  | Suwon Samsung Bluewings | Suwon Samsung Bluewings | 2                      |                        |                        |                        |                |                |  |                 |                 |                |                |  |
|  |                         |                         |                        |                        |                        |                        |                |                |  |                 |                 |                |                |  |

- Los horarios corresponde al huso horario local de Corea del Sur (UTC+09:00).

### Cuartos de final
| 28 de junio | Incheon United                                | 3 – 2   | Suwon Samsung Bluewings | Estadio de Fútbol de Incheon, Incheon |                          |
| 19:00       | - Rodrigues 32' - Cheon Seong-hoon 45+3', 54' | Reporte | Myung Jun-jae 23', 43'  | Árbitro(s): Kim Yong-woo              | Árbitro(s): Kim Yong-woo |

| 28 de junio | Ulsan Hyundai                                                                                          | 1 – 1 (t. s.)(5 – 6 p.)    | Jeju United                                                                                     | Estadio de Fútbol Ulsan Munsu, Ulsan |                         |
| 19:00       | Ádám 27'                                                                                               | Reporte                    | Kim Seung-sub 42'                                                                               | Árbitro(s): Kim Hee-gon              | Árbitro(s): Kim Hee-gon |
|             | | Tiros desde el punto penal |                                                                                                 |                                      |                         |
|             | - Ádám - Jung Seung-hyun - Lee Chung-yong - Kim Young-gwon - Joo Min-kyu - Qazaishvili - Park Yong-woo |                            | - Chung Woon - Isnairo - Seo Jin-su - Yuri Jonathan - Lim Chai-min - Lee Ju-yong - Yeon Je-woon |                                      |                         |

| 28 de junio | Pohang Steelers                 | 2 – 1   | Gangwon       | Estadio Steel Yard, Pohang |                          |
| 19:00       | - Zeca 82' - Park Chan-yong 88' | Reporte | Yu In-soo 38' | Árbitro(s): Kim Woo-sung   | Árbitro(s): Kim Woo-sung |

| 28 de junio | Jeonbuk Hyundai Motors                                        | 4 – 0   | Gwangju | Estadio Mundialista, Jeonju |                            |
| 19:00       | - Song Min-kyu 57' - Cho Gue-sung 62' (pen.), 88' - Amano 68' | Reporte |         | Árbitro(s): Jeong Dong-sik  | Árbitro(s): Jeong Dong-sik |

### Semifinales
| 1 de noviembre | Jeonbuk Hyundai Motors                                               | 3 – 1   | Incheon United | Estadio Mundialista, Jeonju |                            |
| 19:00          | - Moon Seon-min 23' - Paik Seung-ho 62' - Park Jae-yong 90+7' (pen.) | Reporte | Fernandes 39'  | Árbitro(s): Kim Jong-hyeok  | Árbitro(s): Kim Jong-hyeok |

| 1 de noviembre | Jeju United                                                    | 1 – 1 (t. s.)(3 – 4 p.)    | Pohang Steelers                                                    | Estadio Mundialista, Seogwipo |                          |
| 19:30          | Seo Jin-su 43'                                                 | Reporte                    | Kim In-sung 59'                                                    | Árbitro(s): Ko Hyung-jin      | Árbitro(s): Ko Hyung-jin |
|                |                                                                | Tiros desde el punto penal |                                                                    |                               |                          |
|                | - Chung Woon - Lim Chai-min - Yuri - Kim Oh-gyu - Yeon Je-woon |                            | - Zeca - Park Chan-yong - Sim Sang-min - Han Chan-hee - Lee Ho-jae |                               |                          |

### Final
| 4 de noviembre | Pohang Steelers                                                        | 4 – 2   | Jeonbuk Hyundai Motors                  | Estadio Steel Yard, Pohang      |                                 |
| 14:15          | - Han Chan-hee 44' - Zeca 74' - Kim Jong-woo 77' - Hong Yun-sang 90+1' | Reporte | - Song Min-kyu 17' - Gustavo 51' (pen.) | Asistencia: 12 759 espectadores | Asistencia: 12 759 espectadores |

|                                    |
| Bandera de Corea del Sur           |
| Campeón Pohang Steelers 5.º título |